# Катастрофа Як-40 под Базарными Матаками
Катастрофа Як-40 под Базарными Матаками — авиационная катастрофа, произошедшая в субботу 14 августа 1982 года вблизи села Базарные Матаки. Авиалайнер Як-40 Казанского моторостроительного производственного объединения МАП СССР выполнял чартерно-грузовой рейс по маршруту Казань — Куйбышев, но при пролёте над Алькеевским районом Татарской АССР лайнер загорелся. Экипаж попытался выполнить экстренное снижение, но вскоре от перегрузок лайнер разрушился и упал на землю около села Базарные Матаки. Погибли все 4 члена экипажа на борту.
Причиной катастрофы стало возгорание топлива в районе центроплана по неустановленным причинам.

## Самолёт
Як-40 с бортовым номером 98102 (заводской — 9720554) был выпущен Саратовским авиационным заводом в 1977 году и передан Казанскому моторостроительному производственному объединению. На момент катастрофы лайнеру было 5 лет, о наработке циклов «взлёт-посадка» и часов налёта неизвестно.

## Катастрофа
14 августа 1982 года из Казанского аэродрома Борисоглебское вылетает Як-40 с бортовым номером СССР-98102, летящий из Казани в Куйбышев. Набрав высоту, лайнер занял эшелон полёта FL170 (5 100 метров). Всего на его борту находились 4 члена экипажа.
Сам полёт проходил в простых погодных условиях. Во время полета возник пожар в центроплане из-за воспламенения топлива. Экипаж предпринял экстренное снижение, во время которого самолёт разрушился в воздухе из-за превышения максимально допустимой скорости, после чего обломки рухнули у села Базарные Матаки.

## Расследование
Истинная причина пожара не установлена. Комиссия по расследованию АП дала рекомендации на всем парке самолётов Як-40 выполнить разовый осмотр трубопроводов топливной системы и состояние электропроводки в нижней части фюзеляжа в районе шпангоутов № 24А-26.